# Circuit de Spielberg
Ne doit pas être confondu avec Circuit de Zeltweg.
Le Circuit de Spielberg, auparavant appelé Österreichring puis A1-Ring et désormais Red Bull Ring, est un circuit automobile situé dans la commune de Spielberg en Autriche. Il est souvent incorrectement indiqué que le circuit est situé à Zeltweg car cette ville est plus connue que Spielberg ; avant de se tenir sur l'Österreichring, le Grand Prix automobile d'Autriche avait lieu sur le circuit de Zeltweg.
Circuit très technique, il est connu pour avoir accueilli le Grand Prix automobile d'Autriche pendant dix-huit ans, de 1970 à 1987. Il accueille, depuis 1969, les 1 000 kilomètres de Zeltweg qui font partie, depuis 2013, du championnat européen d'endurance.
Rénové et raccourci par l'architecte Hermann Tilke, il accueille le Grand Prix automobile d'Autriche entre 1997 et 2003 ainsi que le Grand Prix moto d'Autriche en 1996 et 1997. Peu utilisé au fil des années, le circuit est fermé et partiellement démoli. Il est acheté en 2005 par Dietrich Mateschitz, le propriétaire de Red Bull, reconstruit presque à l'identique et rouvert en 2011. La Formule 1 y revient en 2014 et le championnat de MotoGP en 2016.
En 2020, la pandémie de Covid-19 chamboule le calendrier du championnat et provoque une situation inédite : non seulement le Grand Prix d'Autriche, disputé le 5 juillet, est la course d'ouverture de la saison, mais le Red Bull Ring en accueille une deuxième le week-end suivant, baptisée Grand Prix de Styrie.

## Österreichring

L'Österreichring, avec le virage original, Vost-Hugel Kurve, en gris et la Hella-Licht Chicane en noir

Le 26 juillet 1969 est inauguré l'Österreichring, situé dans la commune de Spielberg en Autriche. Le tracé initial était un circuit d'une longueur de 5,911 kilomètres comportant 16 virages. Il se mit à accueillir le Grand Prix automobile d'Autriche à partir de 1970.
C'était un circuit connu pour être très rapide car chaque virage était pris au minimum en quatrième vitesse (sur des voitures à six vitesses) et il y avait d'importantes dénivellations. Mais peu à peu, beaucoup de pilotes considèrent le tracé trop dangereux : certains virages (comme la Boschkurve) n'offraient pratiquement aucun dégagement et certaines portions de piste n'étaient qu'une simple route sans aucune protection. Ce manque de sécurité conduisit au drame de 1975 où Mark Donohue perdit la vie à la suite d'un accident survenu lors du warm-up du Grand Prix dans la Vost-Hugel Kurve (premier virage), virage le plus rapide du circuit. En réaction à cet accident, le virage est redessiné en 1976 pour pouvoir être pris plus facilement. Mais en 1977, il est retouché une nouvelle fois et devient la Hella-Licht Chicane, désormais virage le plus lent du circuit.
Le circuit souffrait également du fait que la ligne droite de départ était très étroite ce qui engendrait beaucoup d'accidents au départ des courses. En effet, les voitures étaient larges d'environ 1,8 mètre tandis que cette ligne droite n'était large que d'un peu plus de 9 mètres (contre environ 20 mètres pour la plupart des autres circuits). Les voitures n'avaient ainsi pas assez de place pour se dépasser, surtout si l'un des concurrents venait à manquer son départ.
C'est ce problème, cumulé aux autres, qui signa la fin de l'Österreichring. En effet, lors du Grand Prix 1987, la course dut être lancée deux fois à la suite d'accidents lors du départ. En conséquence, la piste est délaissée par la Formule 1 pendant près d'une décennie.

## A1-Ring
En 1995, il est fait appel à l'architecte allemand Hermann Tilke pour rénover et redessiner le circuit. Le tracé est profondément remodelé. La longueur de la piste passe de 5,942 km à 4,326 km et les virages rapides, si typiques du circuit, sont remplacés par trois virages à droite plus lents pour favoriser les dépassements. La nouvelle piste propose ainsi un bon compromis entre la vitesse, puisqu'elle dispose de trois longues lignes droites, et le pilotage, puisqu'elle dispose d'une partie intérieure plus sinueuse.
À l'occasion de sa réouverture, le circuit est rebaptisé « A1-Ring » car la plupart du coût de reconstruction du circuit a été pris en charge par l'entreprise autrichienne de téléphonie A1. Par la suite, le circuit est de nouveau le cadre du Grand Prix automobile d'Autriche entre 1997 et 2003 mais également d'une manche de DTM et du Grand Prix moto d'Autriche en 1996 et 1997.
Cependant, l'ouverture de la Formule 1 vers de nouveaux pays amène le circuit à être une nouvelle fois délaissé. Il tombe même petit à petit à l'abandon.

Superposition de l'ancien Österreichring (en gris) et du A1-Ring

## Red Bull Ring

Le tracé du Red Bull Ring.

Au cours de l'année 2004, les stands et les bâtiments sont démolis, rendant le circuit inutilisable pour l'organisation d'une course automobile. En 2005, le circuit est racheté par la firme autrichienne Red Bull et l'on parle même d'un projet de rénovation du circuit qui serait un compromis entre l'Österreichring et l'A1-Ring. Mais le propriétaire de Red Bull, Dietrich Mateschitz, dément cette rumeur affirmant qu'il n'investirait jamais dans un circuit déficitaire. À cette époque, les rumeurs continuent à circuler et il est évoqué que l'écurie de Formule 1 Red Bull Racing pourrait utiliser ce circuit pour ses essais.
Finalement, en 2008, Red Bull lance un vaste projet de reconstruction à l'identique du circuit pour près de 70 millions d'euros avec pour objectif d'accueillir de nouveau des événements sportifs. En octobre 2008, Dietrich Mateschitz met cependant fin aux rumeurs affirmant que le circuit pourrait de nouveau accueillir un Grand Prix de Formule 1 ou de moto. Il est en effet prévu que le circuit ne sera utilisé que pour accueillir des manches de DTM.
En septembre 2010, il est confirmé que le circuit, désormais rebaptisé « Red Bull Ring », accueillera une manche de la saison 2011 de DTM. En novembre 2010, il est annoncé qu'il accueillera la sixième manche de la saison 2011 de Formule 2. En décembre 2010, il est aussi annoncé que s'y déroulera la sixième manche de l'International GT Open. La reconstruction du circuit s'est terminée en fin d'année 2010.
En juillet 2013, il est annoncé que le circuit accueillera une manche du championnat du monde de Formule 1 en 2014.
En 2016, le circuit accueille pour la première fois le MotoGP.

## Palmarès des Grands Prix de Formule 1
| Année       | Vainqueur             | Écurie              | Circuit        | Résultats |
| ----------- | --------------------- | ------------------- | -------------- | --------- |
| 1970        | Jacky Ickx            | Ferrari             | Österreichring | Résultats |
| 1971        | Joseph Siffert        | BRM                 | Österreichring | Résultats |
| 1972        | Emerson Fittipaldi    | Lotus-Ford          | Österreichring | Résultats |
| 1973        | Ronnie Peterson       | Lotus-Ford          | Österreichring | Résultats |
| 1974        | Carlos Reutemann      | Brabham-Ford        | Österreichring | Résultats |
| 1975        | Vittorio Brambilla    | March-Ford          | Österreichring | Résultats |
| 1976        | John Watson           | Penske-Ford         | Österreichring | Résultats |
| 1977        | Alan Jones            | Shadow-Ford         | Österreichring | Résultats |
| 1978        | Ronnie Peterson       | Lotus-Ford          | Österreichring | Résultats |
| 1979        | Alan Jones            | Williams-Ford       | Österreichring | Résultats |
| 1980        | Jean-Pierre Jabouille | Renault             | Österreichring | Résultats |
| 1981        | Jacques Laffite       | Ligier-Matra        | Österreichring | Résultats |
| 1982        | Elio De Angelis       | Lotus-Ford          | Österreichring | Résultats |
| 1983        | Alain Prost           | Renault             | Österreichring | Résultats |
| 1984        | Niki Lauda            | McLaren-TAG         | Österreichring | Résultats |
| 1985        | Alain Prost           | McLaren-TAG         | Österreichring | Résultats |
| 1986        | Alain Prost           | McLaren-TAG         | Österreichring | Résultats |
| 1987        | Nigel Mansell         | Williams-Honda      | Österreichring | Résultats |
| 1988-1996   | Non couru             | Non couru           | Non couru      | Non couru |
| 1997        | Jacques Villeneuve    | Williams-Renault    | A1-Ring        | Résultats |
| 1998        | Mika Häkkinen         | McLaren-Mercedes    | A1-Ring        | Résultats |
| 1999        | Eddie Irvine          | Ferrari             | A1-Ring        | Résultats |
| 2000        | Mika Häkkinen         | McLaren-Mercedes    | A1-Ring        | Résultats |
| 2001        | David Coulthard       | McLaren-Mercedes    | A1-Ring        | Résultats |
| 2002        | Michael Schumacher    | Ferrari             | A1-Ring        | Résultats |
| 2003        | Michael Schumacher    | Ferrari             | A1-Ring        | Résultats |
| 2004-2013   | Non couru             | Non couru           | Non couru      | Non couru |
| 2014        | Nico Rosberg          | Mercedes            | Red Bull Ring  | Résultats |
| 2015        | Nico Rosberg          | Mercedes            | Red Bull Ring  | Résultats |
| 2016        | Lewis Hamilton        | Mercedes            | Red Bull Ring  | Résultats |
| 2017        | Valtteri Bottas       | Mercedes            | Red Bull Ring  | Résultats |
| 2018        | Max Verstappen        | Red Bull-TAG Heuer  | Red Bull Ring  | Résultats |
| 2019        | Max Verstappen        | Red Bull-Honda      | Red Bull Ring  | Résultats |
| 2020        | Valtteri Bottas       | Mercedes            | Red Bull Ring  | Résultats |
| Styrie 2020 | Lewis Hamilton        | Mercedes            | Red Bull Ring  | Résultats |
| Styrie 2021 | Max Verstappen        | Red Bull-Honda      | Red Bull Ring  | Résultats |
| 2021        | Max Verstappen        | Red Bull-Honda      | Red Bull Ring  | Résultats |
| 2022        | Charles Leclerc       | Ferrari             | Red Bull Ring  | Résultats |
| 2023        | Max Verstappen        | Red Bull-Honda RBPT | Red Bull Ring  | Résultats |
| 2024        | George Russell        | Mercedes            | Red Bull Ring  | Résultats |
| 2025        | Lando Norris          | McLaren-Mercedes    | Red Bull Ring  | Résultats |

### Classement des pilotes par nombre de victoires
Un fond rose indique un événement qui ne faisait pas partie du championnat du monde de Formule 1. Un fond jaune indique un événement qui faisait partie du championnat d'Europe d'avant la Seconde Guerre mondiale.
| Nombre de victoires | Pilote                | Années                                    |
| ------------------- | --------------------- | ----------------------------------------- |
| 5 victoires         | Max Verstappen        | - 2018 - 2019 - 2021 - Styrie 2021 - 2023 |
| 3 victoires         | Alain Prost           | - 1983 - 1985 - 1986                      |
| 2 victoires         | Ronnie Peterson       | - 1973 - 1978                             |
| 2 victoires         | Alan Jones            | - 1977 - 1979                             |
| 2 victoires         | Mika Häkkinen         | - 1998 - 2000                             |
| 2 victoires         | Michael Schumacher    | - 2002 - 2003                             |
| 2 victoires         | Nico Rosberg          | - 2014 - 2015                             |
| 2 victoires         | Valtteri Bottas       | - 2017 - 2020                             |
| 2 victoires         | Lewis Hamilton        | - 2016 - Styrie 2020                      |
| 1 victoire          | Jacky Ickx            | 1970                                      |
| 1 victoire          | Joseph Siffert        | 1971                                      |
| 1 victoire          | Emerson Fittipaldi    | 1972                                      |
| 1 victoire          | Carlos Reutemann      | 1974                                      |
| 1 victoire          | Vittorio Brambilla    | 1975                                      |
| 1 victoire          | John Watson           | 1976                                      |
| 1 victoire          | Jean-Pierre Jabouille | 1980                                      |
| 1 victoire          | Jacques Laffite       | 1981                                      |
| 1 victoire          | Elio De Angelis       | 1982                                      |
| 1 victoire          | Niki Lauda            | 1984                                      |
| 1 victoire          | Nigel Mansell         | 1987                                      |
| 1 victoire          | Jacques Villeneuve    | 1997                                      |
| 1 victoire          | Eddie Irvine          | 1999                                      |
| 1 victoire          | David Coulthard       | 2001                                      |
| 1 victoire          | Charles Leclerc       | 2022                                      |
| 1 victoire          | Lando Norris          | 2025                                      |

| Pos. | Nation      | Victoires |
| ---- | ----------- | --------- |
| 1er  | Royaume-Uni | 7         |
| 2e   | France      | 5         |
| 2e   | Pays-Bas    | 5         |
| 3e   | Allemagne   | 4         |
| 3e   | Finlande    | 4         |
| 6e   | Italie      | 2         |
| 6e   | Suède       | 2         |
| 6e   | Australie   | 2         |
| 9e   | Belgique    | 1         |
| 9e   | Suisse      | 1         |
| 9e   | Brésil      | 1         |
| 9e   | Belgique    | 1         |
| 9e   | Argentine   | 1         |
| 9e   | Autriche    | 1         |
| 9e   | Canada      | 1         |
| 9e   | Monaco      | 1         |

### Classement des constructeurs par nombre de victoires
| Nombre de victoires | Écurie   | Années                                           |
| ------------------- | -------- | ------------------------------------------------ |
| 7 victoires         | McLaren  | - 1984 - 1985 - 1986 - 1998 - 2000 - 2001 - 2025 |
| 6 victoires         | Mercedes | - 2014 - 2015 - 2016 - 2017 - 2020 - Styrie 2020 |
| 5 victoires         | Ferrari  | - 1970 - 1999 - 2002 - 2003 - 2022               |
| 5 victoires         | Red Bull | - 2018 - 2019 - 2021 - Styrie 2021 - 2023        |
| 4 victoires         | Lotus    | - 1972 - 1973 - 1978 - 1982                      |
| 3 victoires         | Williams | - 1979 - 1987 - 1997                             |
| 2 victoires         | Renault  | - 1980 - 1983                                    |
| 1 victoire          | BRM      | 1971                                             |
| 1 victoire          | Brabham  | 1974                                             |
| 1 victoire          | March    | 1975                                             |
| 1 victoire          | Penske   | 1976                                             |
| 1 victoire          | Shadow   | 1977                                             |
| 1 victoire          | Ligier   | 1981                                             |

| Pos. | Nation      | Victoires |
| ---- | ----------- | --------- |
| 1er  | Royaume-Uni | 17        |
| 2e   | Allemagne   | 6         |
| 3e   | Italie      | 5         |
| 3e   | Autriche    | 5         |
| 5e   | France      | 3         |
| 6e   | États-Unis  | 1         |

## Records
Records du tour pour les précédents tracés du circuit :
- Österreichring, original (1969-1976) : 1 min 34 s 850 ( Niki Lauda, Ferrari 312 T, 1975)
- Österreichring, avec Hella-Licht chicane (1977-1995) : 1 min 23 s 357 ( Nelson Piquet, Williams FW11B, 1987)
- A1-Ring (1995-2003) : 1 min 8 s 082 ( Rubens Barrichello, Ferrari F2002, 2002)
- Red Bull Ring (2014-...) : 1 min 2 s 939 ( Valtteri Bottas, Mercedes-AMG F1 W11 EQ Performance, 2020)

## Galerie

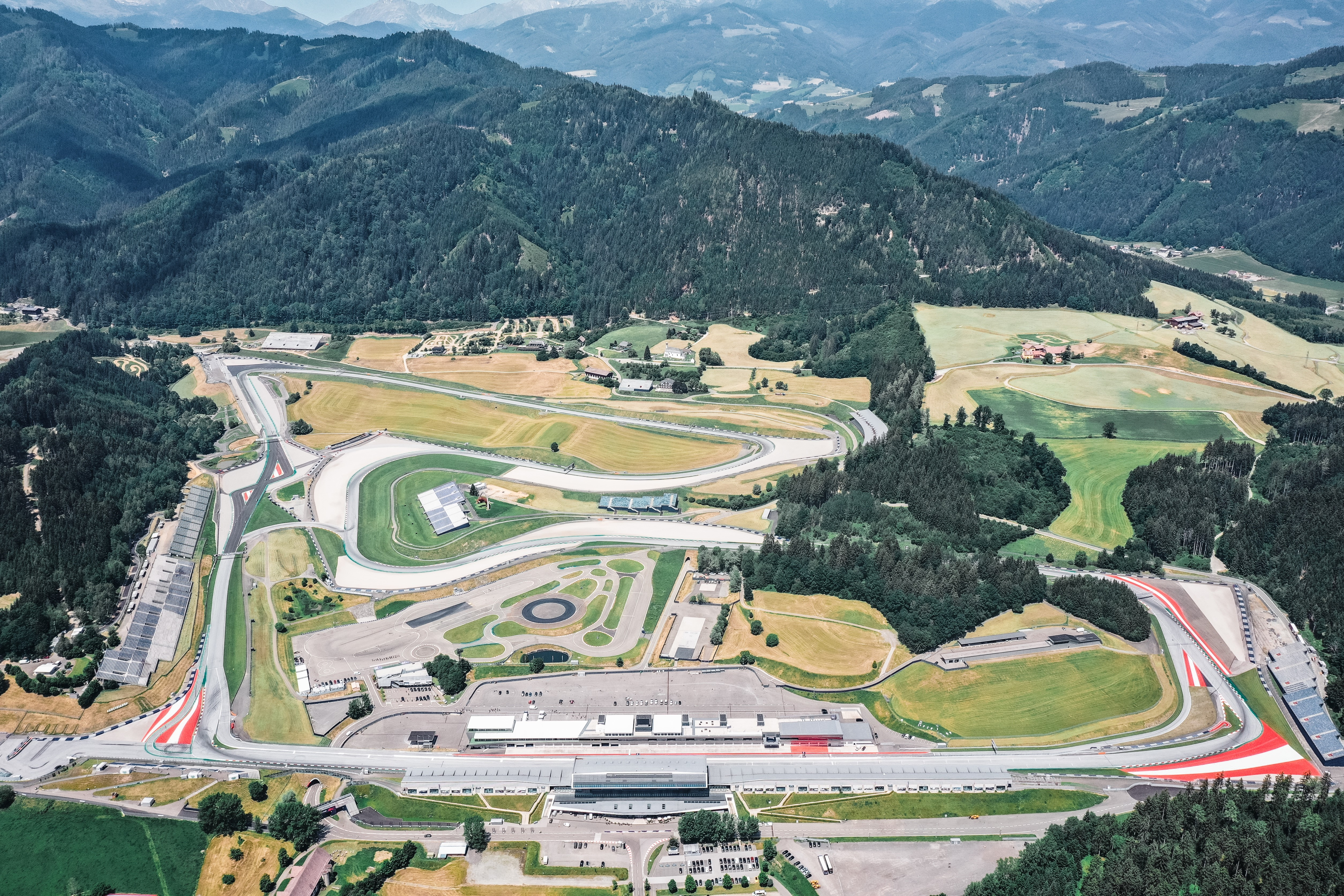
Vue d'ensemble du circuit.
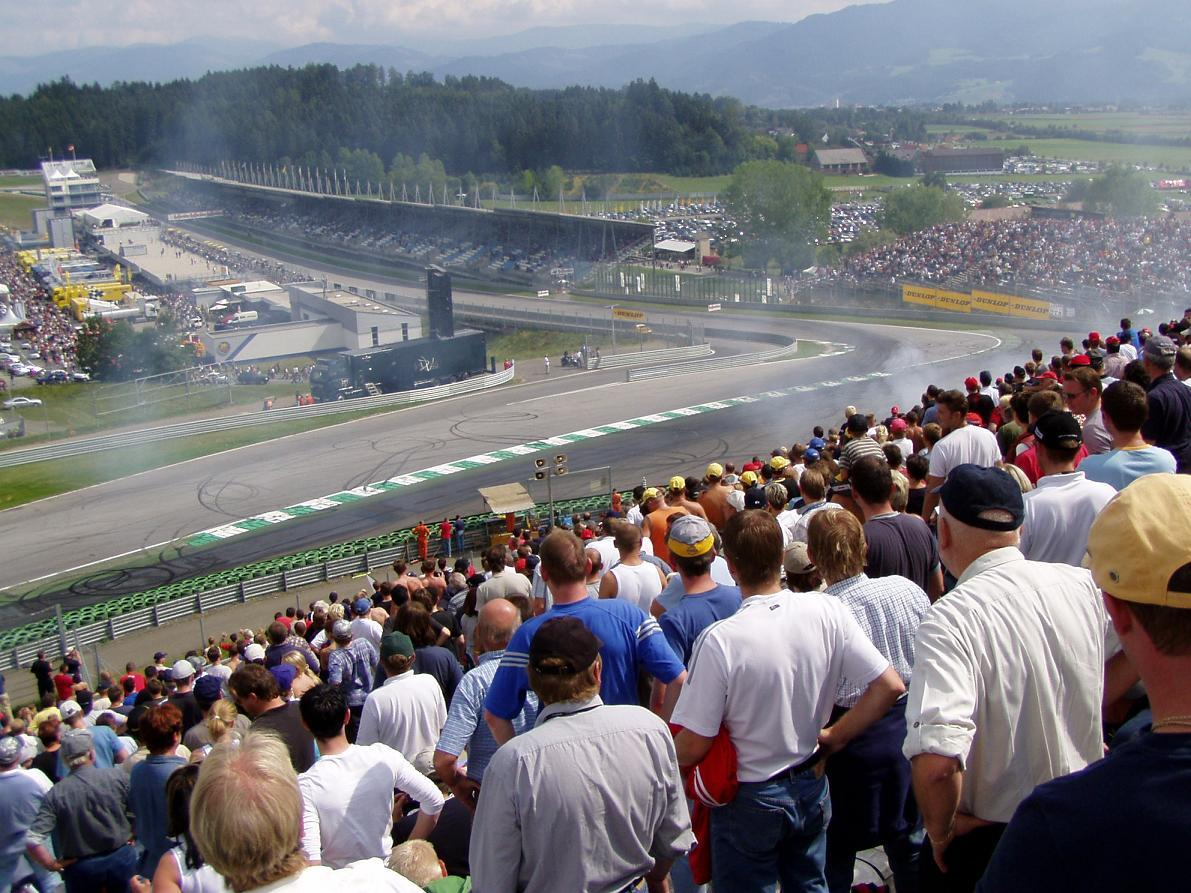
Premier virage de l'A1-Ring.
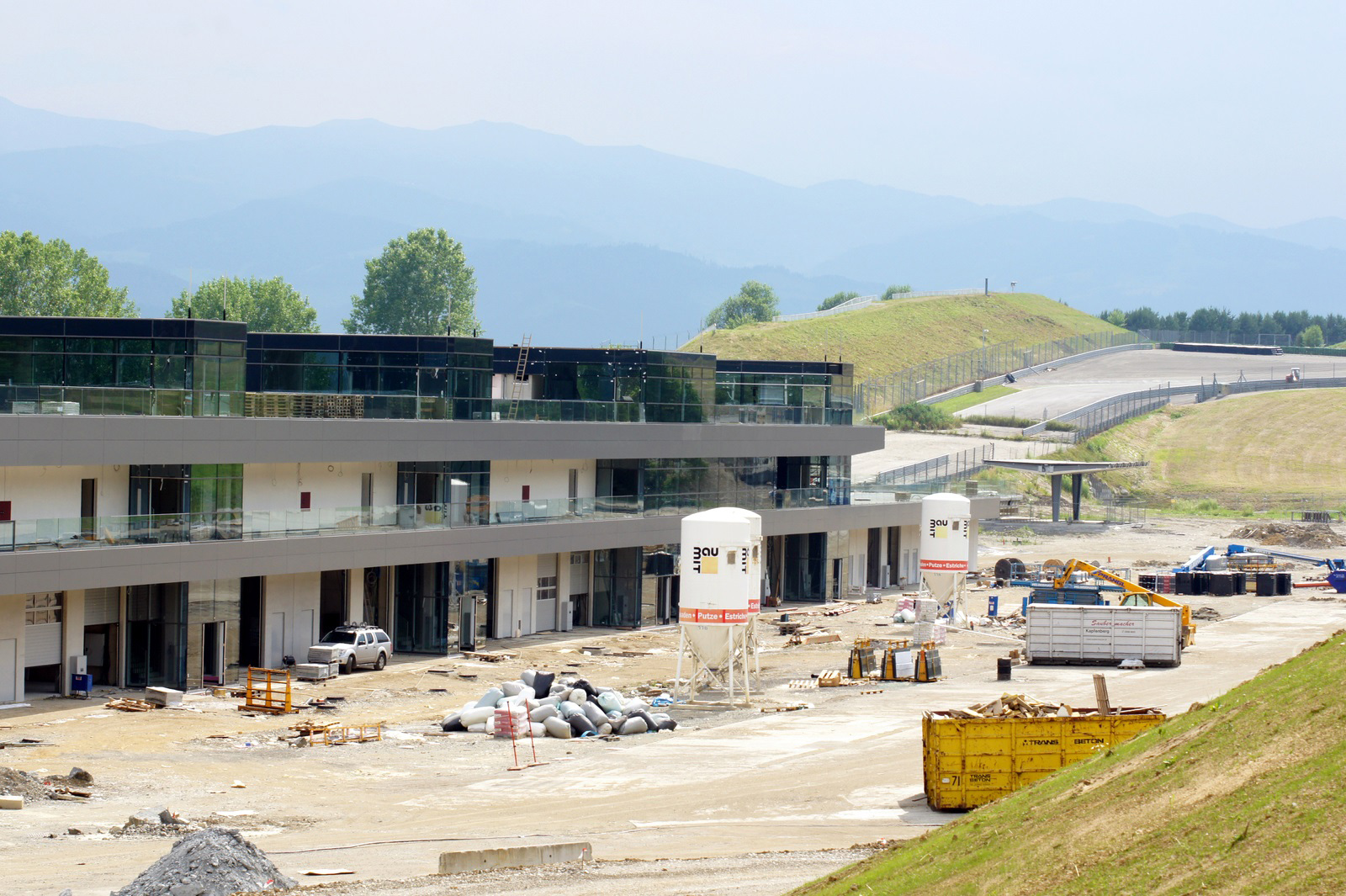
Reconstruction des stands (2010).